# Landtagswahl in Kärnten 1956
- KLS: 1
- SPÖ: 18
- ÖVP: 12
- FPÖ: 5

Die Landtagswahl in Kärnten 1956 fand am 13. Mai 1956 statt. Dabei konnte die Sozialistische Partei Österreichs (SPÖ) ihren ersten Platz und ihren Mandatsstand halten. Auch die Österreichische Volkspartei (ÖVP) belegte erneut den zweiten Platz, konnte jedoch ein Mandat hinzugewinnen. Den dritten Platz belegte die erstmals kandidierende Freiheitliche Partei Österreichs (FPÖ), die aus der Wahlpartei der Unabhängigen (WdU) hervorgegangen war. Gegenüber ihrer Vorläuferorganisation hatte die FPÖ ein Mandat verloren. Zudem kandidierte bei der Landtagswahl die Kommunistische Partei Österreichs (KPÖ), die als „Kommunisten und Linkssozialisten“ (KLS) antrat und ihr einziges Mandat halten konnte. Die Nationalsoziale Arbeiterpartei (NSAP) verfehlte hingegen den Einzug in den Landtag klar.
1956 waren 288.034 Menschen bei der Landtagswahl stimmberechtigt, wobei dies eine Steigerung der Wahlberechtigten um 2.419 Personen bedeutete. Die Wahlbeteiligung lag 1956 bei 94,26 % und war damit gegenüber 1953 deutlich gestiegen, als 90,86 % der Wahlberechtigten an der Wahl teilnahmen.

## Ergebnis
|                                                                 | Ergebnis 1956    | Ergebnis 1956    | Ergebnis 1956    | Ergebnis 1953    | Ergebnis 1953    | Ergebnis 1953    | Differenz | Differenz | Differenz |  |
| --------------------------------------------------------------- | ---------------- | ---------------- | ---------------- | ---------------- | ---------------- | ---------------- | --------- | --------- | --------- |  |
| Wahlberechtigte                                                 | 288.034          | 288.034          | 288.034          | 285.615          | 285.615          | 285.615          | + 2.419   | + 2.419   | + 2.419   |  |
| Wahlbeteiligung                                                 | 94,26 %          | 94,26 %          | 94,26 %          | 90,86 %          | 90,86 %          | 90,86 %          | + 3,40 %  | + 3,40 %  | + 3,40 %  |  |
|                                                                 | Stimmen          | %                | Mand.            | Stimmen          | %                | Mand.            | Stimmen   | %         | Mand.     |  |
| Abgegebene Stimmen                                              | 271.507          |                  | 36               | 259.507          |                  | 36               | + 12.000  |           |           |  |
| Ungültig                                                        | 5.449            | 2,01 %           |                  | 5.904            | 2,28 %           |                  | – 455     | – 0,27 %  |           |  |
| Gültig                                                          | 266.058          | 97,99 %          |                  | 253.603          | 97,72 %          |                  | + 12.455  | + 0,27 %  |           |  |
| Partei                                                          |                  |                  |                  |                  |                  |                  |           |           |           |  |
| Sozialdemokratische Partei Österreichs (SPÖ)                    | 128.006          | 48,11 %          | 18               | 122.245          | 48,20 %          | 18               | + 5.761   | – 0,09 %  | ± 0       |  |
| Österreichische Volkspartei (ÖVP)                               | 86.996           | 32,70 %          | 12               | 72.321           | 28,52 %          | 11               | + 14.675  | + 4,18 %  | + 1       |  |
| Freiheitliche Partei Österreichs (FPÖ)1                         | 41.722           | 15,68 %          | 5                | 42.877           | 16,91 %          | 6                | – 1.155   | – 1,23 %  | – 1       |  |
| Kommunisten und Linkssozialisten (KLS)                          | 8.238            | 3,10 %           | 1                | 10.337           | 4,08 %           | 1                | – 2.099   | – 0,98 %  | ± 0       |  |
| Bund der österreichischen Monarchisten                          | 1.079            | 0,41 %           | 0                | 1.201            | 0,47 %           | 0                | – 122     | – 0,07 %  | ± 0       |  |
| Ergokratische Partei                                            | 17               | 0,01 %           | 0                | nicht kandidiert | nicht kandidiert | nicht kandidiert | + 17      | + 0,01 %  | ± 0       |  |
| Christlich-demokratische Partei (Krščanska demokratska stranka) | nicht kandidiert | nicht kandidiert | nicht kandidiert | 3.892            | 1,53 %           | 0                | – 3.892   | – 1,53 %  | ± 0       |  |
| Wahlpartei Freie Demokraten                                     | nicht kandidiert | nicht kandidiert | nicht kandidiert | 333              | 0,13 %           | 0                | – 333     | – 0,13 %  | ± 0       |  |
| Christlichsoziale Partei und Parteifreie Persönlichkeiten       | nicht kandidiert | nicht kandidiert | nicht kandidiert | 327              | 0,13 %           | 0                | – 327     | – 0,13 %  | ± 0       |  |
| Wahlvereinigung der Verstaatlichungsgegner                      | nicht kandidiert | nicht kandidiert | nicht kandidiert | 70               | 0,03 %           | 0                | – 70      | – 0,03 %  | ± 0       |  |
| Gesamt                                                          | 266.058          | 100,00 %         | 36               | 253.603          | 100,00 %         | 36               | + 12.455  |           |           |  |

1Vergleichszahlen 1953 von der WdU